# Лю Дунфэн
Лю Дунфэн (кит. упр. 刘东风, пиньинь Liú Dōngfēng; 19 января 1974) — китайская спортсменка, борец вольного стиля, пятикратная чемпионка мира, чемпионка Азии.

## Карьера
Борьбой начала заниматься с 1988 года. Выступала за борцовский клуб Пекинского спортивного университета, занималась поду руководством тренера Чжан Ся. Она завершила спортивную карьеру задолго до того, как женская борьба была включена в программу Олимпиады. В 2008 году она был внесена в Зал славы FILA (ныне UWW). Наряду с Чжун Сю'э они стали единственными китайскими борцами, достигшими такого признания.